# Пеннаросса
Пеннаросса (італ. Società Sportiva Pennarossa) — сан-маринський футбольний клуб із міста К'єзануова. Клуб заснований у 1969 році. Кольорами команди є червоний та білий.

## Досягнення
- Чемпіон Сан-Марино (1): 2004
- Володар кубка Сан-Марино (2): 2004, 2005
- Фіналіст кубка Сан-Марино з футболу (3): 2003, 2012, 2016
- Володар Суперкубка Сан-Марино з футболу (1): 2003